# Primus Omnium
Primus Omnium è stata, fino agli anni trenta, la designazione ufficiale ricevuta da alcuni maturandi dei gymnasia tedeschi. In particolare tale designazione era attribuita al migliore di coloro che ricevevano l'abitur (equivalente al nostro diploma di maturità).
Il candidato era quindi Primus oppure Prima di tutti i Primi (cioè di tutti i migliori) (dal latino primus omnium primorum) delle varie classi dell'istituto.
Dagli anni cinquanta, nel Baden-Württemberg, ad ogni Primus Omnium viene conferito il Premio Scheffel, assegnato dalla Literarischen Gesellschaft Karlsruhe. Più tardi tale assegnazione è stata estesa a tutti i Primi Omnium della repubblica.
Una designazione analoga a quella di "Primus Omnium" è quella (perlopiù anglosassone) di valedictorian.